# Micavrie Amaia
Micavrie Amaia (* 5. Dezember 1996 in Indiana) ist eine US-amerikanische Schauspielerin und Synchronsprecherin.

## Leben
Amaia wurde am 5. Dezember 1996 im US-Bundesstaat Indiana geboren. Sie erhielt ihre Schauspielausbildung in Los Angeles. 2017 war ihre Stimme im Kurzfilm Eggplant zu hören. Im selben Jahr wirkte sie außerdem in einer Episode der Fernsehserie Married with Secrets mit. Im Folgejahr war sie als Episodendarstellerin in der Fernsehdokuserie Buried in the Backyard – Mord verjährt nicht sowie in der Rolle der Annie im Horrorfilm Daddy's Girl zu sehen. 2019 spielte sie im Fernsehfilm Psycho MOM – Flieh solange du kannst! einer der Hauptrollen als Beth. Im selben Jahr wirkte sie außerdem in der größeren Rolle der Sarah im Horrorfilm Clown – Willkommen im Kabinett des Schreckens mit. 2022 folgte die Rolle der Kristen im Fernsehfilm Revenge Best Served Chilled.

## Filmografie (Auswahl)
- 2017: Eggplant (Kurzfilm, Sprechrolle)
- 2017: Married with Secrets (Fernsehdokuserie, Episode 2x06)
- 2018: Buried in the Backyard – Mord verjährt nicht (Buried in the Backyard, Fernsehdokuserie, Episode 1x07)
- 2018: Daddy's Girl
- 2019: Psycho MOM – Flieh solange du kannst! (Mommy Would Never Hurt You, Fernsehfilm)
- 2019: Clown – Willkommen im Kabinett des Schreckens (Clown)
- 2022: Revenge Best Served Chilled